# Радован Сератлић
Радован Сератлић (Титов Врбас, 1990) српски је телевизијски водитељ.

## Биографија
Похађао је Логопедски студио у Врбасу, где се бавио говорништвом, рецитовањем и глумом. Победник је Фестивала беседништва у Сремској Митровици 2013. године, као онлајн конкурса фестивала Дани Данила Лазовића у Прибоју 2016. године.
Дипломирао је на Филозофском факултету, на одсеку за српски језик и књижевност у Новом Саду, након тога завршио је и мастер студије на истом факултету. Новинарством почиње да се бави тако што се пријавио на кастинг на РТВ, путем кастинга прелази на телевизију Б92, а након неколико година и на ТВ Нову, где ради најпре као репортер, потом и као водитељ.
У слободно време бави се бициклизмом те учествује као бициклиста-репортер 2025. године у Тури до Стразбура заједно са студентима.